# Иргаклинский заказник
Иргаклинский заказник находится в Степновском районе Ставоропльского края. Образован решением исполкома Ставропольского краевого Совета народных депутатов от 2 октября 1985 г. № 514 «Об организации государственного биологического заказника „Иргаклинский“ в Степновском районе».
Заказник образован с целью сохранения и восстановления ценных в хозяйственном, научном и культурном отношении редких и исчезающих видов животных и растений. Искусственные насаждения рядовые переформируются в лесопарковые группы. Высажены: сосна крымская, грецкий орех, алыча, смородина, яблоня, облепиха, лох. Восстанавливается полупустынная растительность: молочай, полынь, василёк песчаный, скабиоза, антей, касатик кожистый — эндемик, занесенный в Красную книгу Российской Федерации.